# C20XE
De C20XE is een viercilinder lijnmotor met dubbele bovenliggende nokkenassen (DOHC) van de "Family II" uit de J-serie van General Motors. De motor heeft een cilinderinhoud van 1998 cc (2 liter) en een vermogen van 110 kW (150 pk).
De C20XE is gebaseerd op de 20NE/20SEH, een 2 liter motor met enkele bovenliggende nokkenas (OHC), welke in 1987 in productie kwam, en is een doorontwikkeling van de 20XE. De 20XE werd in 1987 geïntroduceerd in de Opel Kadett GSi 16V. Het is de eerste grootschalige seriemotor in een Opel met 16-kleppentechnologie. Eerder is er al wel de 2,4 liter 16v "400" motor in de Ascona i400 en Manta i400 maar dit is een kleinschalige productie voor de homologatie in de rallysport. De C20XE maakt gebruik van een klopsensor om betere prestaties mogelijk te maken. Gebruik van een nieuwe generatie stuurapparaten is daarom noodzakelijk. De Bosch Motronic ML 4.1 die de 20NE aanstuurde is vervangen door de M2.5 bij de 20XE.
Waar de 20XE beschikt over 156 pk is dit vanwege emissie-eisen bij de in 1988 gelanceerde C20XE nog 150 pk. De C20XE is voorzien van een katalysator en lambda-regeling.
De C20XE motor is door General Motors in Nederland alleen toegepast in de sportieve uitvoeringen van verschillende modellen.
- Opel Kadett GSi 16V
- Opel Astra F GSi 16V
- Opel Calibra 16V
- Opel Vectra 2000

Door liefhebbers wordt de motor ook wel liefkozend "Redtop" genoemd, naar de rode L-vormige bougiekap en z'n specifieke verschijning. De motor ontving lovende kritieken vanwege zijn felle karakter en relatief lage specifieke brandstofverbruik. Al vanaf de introductie wordt de motor veel gebruikt in de autosport, en ook nu is het nog een veelgezochte motor voor in de rallysport. Eind jaren 90 wordt de motor nog gebruikt in de Lada 21106.
De C20XE is tevens de basis voor de met een turbolader uitgeruste C20LET welke in Europa alleen geleverd is in de Vectra 4x4 Turbo en de Calibra 4x4 Turbo, maar in Zuid-Afrika ook in de Astra en Kadett 200ts.
In de Astra GSi is de C20XE uitgerust met Electronic Traction Control, elektronische tractiecontrole (ETC). Hiervoor is een ander antiblokkeersysteem (ABS) stuurapparaat gebruikt en is de inlaat voorzien van een extra gasklep. De laatste versie van de C20XE is voorzien van DIS ontsteking (Direct Ignition System), een betere luchtmassameter en een stuurapparaat met meer regelcapaciteit (M2.8).
Het gietijzeren onderblok van de C20XE is gelijk aan de onderblokken van de 20NE, 20SE, 20SEH, C20NE, 20XE en C20LET, waarbij de LET nog is voorzien van een extra olieretour voor de smering van de turbo.
In 1994 komt de opvolger op de markt, de X20XEV, uit de Ecotec familie, met 136 Pk. De C20XE kan sporadisch ook gesignaleerd worden met Ecotec bougie-afdekkap. Dit betreft de C20XE-LN (Low Noise) die in 1996-'97 geproduceerd is voor toepassing in auto's van Aziatische fabrikanten (o.a. Daewoo).

## Ontstaan
De C20XE is ontwikkeld door dr. Fritz Indra die het hoofd is van "Advanced Engine Design" in Duitsland van 1985 tot en met 1989. De motor is oorspronkelijk bedoeld voor toepassing in de racerij, wat ook de betrokkenheid van Cosworth bij het ontwerp en de productie van de cilinderkop verklaart (Cosworth project KBA, 1987).

## Verschillende koppen
De C20XE is geleverd met verschillende koppen. De twee producenten zijn de firma's Cosworth en Kolbenschmidt. De bediening van de kleppen is bij alle koppen gelijk. De in- en uitlaatkleppen zijn gevuld met natrium ten behoeve van interne koeling. De kleppen worden door de nokkenassen bediend via hydraulische nokvolgers. Deze maken stellen van de kleppen overbodig.

### Coscast
De oorspronkelijke kop is gegoten door Cosworth en is voornamelijk geleverd in de Kadett, Calibra en Vectra van 1987 tot 1991. De kop is te herkennen aan het Coscast logo onder de tweede uitlaatpoort en de opstaande rand onder de wateruitlaat van de cilinderkop. Tevens heeft de kop geen vriesdop aan de rechterkant van de cilinderkop. Deze kop wordt veel gezocht omdat er in tegenstelling tot bij de Kolbenschmidt koppen geen scheurvorming optreedt tussen de olie- en koelkanalen. De kop heeft een willekeurig serienummer aan de vliegwielzijde, dit nummer kan de 400, 700 of de 859 zijn.

### KS700
Vanaf 1991 wordt de productie van cilinderkoppen wegens bezuinigingen overgedragen aan firma Kolbenschmidt. De KS700 cilinderkop heeft een aanhaalmoment van 370 Nm. De kop is te herkennen door het serienummer aan de vliegwielzijde van de motor welke op 700 eindigt. Deze koppen konden door slecht warm rijden last krijgen van haarscheurtjes tussen het olie- en het koelkanaal in de kop. Doordat de olie in de kanalen onder hogere druk staan dan het koelwater kwam de olie in het koelcircuit terecht, waardoor een emulsie ontstaat wat op bruine mayonaise lijkt. Dit wordt ook wel "sludge" genoemd. Reparatie is mogelijk door het aanleggen van een externe olie-omleiding en het afsluiten van het gescheurde deel, of door het persen van een buis in het gescheurde gedeelte. Na reparatie wordt een KS700 cilinderkop gezien als even sterk als een Coscast cilinderkop.

### KS400
In de latere jaren van de C20XE (1993, 1994) komt een versterkte versie van de Kolbenschmidt kop op de markt, de KS400. Deze heeft echter door licht gewijzigde gieting iets kleinere in- en uitlaatpoorten. Treksterkte van deze kop is 220 Nm. De kop is te herkennen aan het serienummer met 400 aan het eind. Vanwege het zachte materiaal hadden deze koppen last van kromtrekken of loslopende kopbouten.

### KS859
Bij de introductie van de C20XE M2.8 met DIS ontsteking komt de laatste kop op de markt. Het betreft de KS859 met aanpassingen voor het vervallen van de rotor en voor de montagepunten van de DIS ontstekingsmodule. De aanpassingen zijn te herkennen aan de 2 gegoten draadeinden boven de wateruitlaat van de cilinderkop. Voor wat betreft het gietproces is deze kop gelijk aan de KS400. De kop is te herkennen aan het serienummer met 859 aan het eind.

### Herintreding Coscast koppen
In verband met de kwaliteitsproblemen waar GM met de door Kolbenschmidt gegoten koppen tegenaan liep, is halverwege de jaren 90 weer een beroep gedaan op Cosworth om zowel de M2.5 als de M2.8 koppen te produceren. Dit ondanks de hogere productiekosten.

## Technische informatie

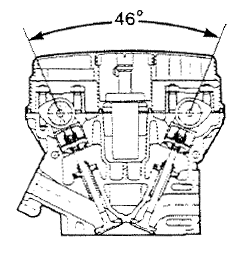
Klephoek van de C20XE

De uitleg van de motorcode is als volgt:
- C - Uitlaatemissieniveau: ECE R 83 A
- 20 - cilinderinhoud: 2 liter
- X - Compressieverhouding: X = 10,0-11,5:1
- E - Branstofinspuitingsmethode: elektronisch

De motor produceert 110 kW bij 6.000 rpm, met een laag specifiek brandstofverbruik van 232 g/kWh wat gelijk is aan een maximum rendement van 37 procent; een hoger rendement dan sommige diesels die tijdens de introductie beschikbaar zijn. De kleppen staan onder een hoek van 46 graden. De zuigers zijn voorzien van kleine inkepingen om de juiste compressieverhouding mogelijk te maken. Er worden lange bougies gebruikt die ten opzichte van de zuiger iets eccentrisch geplaatst zijn.
| Motor                 | C20XE                                 |
| Aantal Cilinders      | 4                                     |
| Plaatsing             | In lijn                               |
| Inhoud                | 1998 cc                               |
| Boring (mm)           | 86,0                                  |
| Slag (mm)             | 86,0                                  |
| Vermogen (kW / Rpm)   | 110 / 6000                            |
| Koppel (Nm / Rpm)     | 196 / 4800                            |
| Compressie Verhouding | 10,8:1                                |
| Motor management      | Bosch Motronic 2.5/Bosch Motronic 2.8 |
| Stationair toerental  | 800-900                               |
| Max rpm               | 6800                                  |
| Ontstekingsvolgorde   | 1-3-4-2                               |

## Autosport

### Formule 3
De C20XE heeft een lange loopbaan in de autosport. Ondanks z'n leeftijd bleef het een populaire motor in de Formule 3 In 2007 won Tim Macrow de Australische F3, in een Opel-Spiess aangedreven wagen. De motor was toen al 20 jaar op de markt.

### WTCC
Tot 2009 wordt de C20XE nog gebruikt door de teams van Chevrolet (in de Lacetti) en Lada in het World Touring Car Championship (WTCC). Ook de opvolger van de Lacetti, de Chevrolet Cruze, die vanaf 2010 aan het WTCC meedoet is tot begin 2011 met de C20XE uitgerust.

## TUNING
Tuner Spiess weet de F3 gespecificeerde C20XE naar 250Pk te tunen, zonder het ontwerp ingrijpend aan te passen. Veel aftermarket tuners hebben de C20XE verder ontwikkeld voor racedoeleinden. SBD Motorsport uit Groot-Brittannië heeft een C20XE ontwikkeld met een maximumvermogen van 290 Pk. Risse Motorsport uit Duitsland rijdt het STW kampioenschap met een C20XE-STW motor die een vermogen produceert van over 285 Pk.